# Resolución 800 del Consejo de Seguridad de las Naciones Unidas
La resolución 800 del Consejo de Seguridad de las Naciones Unidas fue aprobada sin someterse a votación, el 3 de enero de 1993, tras haber examinado la petición de la República Eslovaca para poder ser miembro de las Naciones Unidas. En esta resolución, el Consejo recomendó a la Asamblea General la aceptación de Eslovaquia como miembro.